# Listă de filme braziliene din 2003
Aceasta este o listă de filme braziliene din 2003:

## Lista
| Titlu                                                   | Regizor        | Actori                                   | Gen                    | Note                                                                  |
| ------------------------------------------------------- | -------------- | ---------------------------------------- | ---------------------- | --------------------------------------------------------------------- |
| A Festa de Margarette                                   |                |                                          | Comedie                |                                                                       |
| Acquaria                                                |                |                                          |                        |                                                                       |
| Aleijadinho - Paixão, Glória e Suplício                 |                |                                          | Drama                  |                                                                       |
| Amor Só de Mãe                                          |                |                                          |                        |                                                                       |
| Amor-Clichê                                             |                |                                          |                        |                                                                       |
| Apolônio Brasil, Campeão da Alegria                     |                |                                          |                        |                                                                       |
| Aquarela                                                |                |                                          |                        |                                                                       |
| As Alegres Comadres                                     |                |                                          |                        |                                                                       |
| Banda de Ipanema - Folia de Albino                      |                |                                          | Documentary            |                                                                       |
| Carandiru                                               | Héctor Babenco | Rodrigo Santoro                          | Drama                  | Entered into the 2003 Cannes Film Festival                            |
| Casseta & Planeta: A Taça do Mundo É Nossa              |                |                                          | Comedy                 |                                                                       |
| Cristina Quer Casar                                     |                |                                          | Romantic Comedy        |                                                                       |
| De Passagem                                             |                |                                          | Drama                  |                                                                       |
| Deus é Brasileiro                                       | Cacá Diegues   | Antônio Fagundes, Wagner Moura           | Comedy                 |                                                                       |
| Dom                                                     |                |                                          | Drama                  |                                                                       |
| Didi: O Cupido Trapalhão                                |                | Renato Aragão                            | Comedy                 |                                                                       |
| Garrincha - Estrela Solitária                           |                |                                          | Drama                  | 1 Wins & 2 nominations on various events                              |
| Gregório de Mattos                                      |                |                                          | Drama                  |                                                                       |
| Lisbela e o Prisioneiro                                 |                |                                          | Romantic Comedy        | 2 Wins & 10 nominations on Cinema Brazil Grand Prize                  |
| Maria, Mãe do Filho de Deus                             |                |                                          | Drama                  |                                                                       |
| O Martelo de Vulcano                                    |                |                                          |                        |                                                                       |
| Morte Densa                                             |                |                                          | Documentary            |                                                                       |
| Motoboys: Vida loca                                     |                |                                          | Documentary            |                                                                       |
| Narradores de Javé                                      |                |                                          | Comedy                 | 17 wins & 11 nominations                                              |
| Noite de São João                                       | Eliane Caffé   |                                          | Drama                  |                                                                       |
| The Man Who Copied                                      | Jorge Furtado  | Lázaro Ramos                             | Drama, Comedy, Romance | 11 Wins & 3 Nominations on various events                             |
| O Corneteiro Lopes                                      |                |                                          | Drama, Short           |                                                                       |
| O Diário de Julia                                       |                |                                          | Drama, Short           |                                                                       |
| O Preço da Paz                                          |                |                                          | Drama                  | 11 Wins & 3 Nominations on various events                             |
| O Homem do Ano                                          |                |                                          | Comedy, Crime          | 7 Wins & 7 Nominations on various events                              |
| Os Amantes Ou Da Incomum Arte de Se Achar Sem Se Perder |                |                                          |                        |                                                                       |
| Os Normais                                              |                | Luiz Fernando Guimarães, Fernanda Torres | Comedy                 |                                                                       |
| Rio de Jano                                             |                |                                          | Documentary            | Documentary about the city of Rio de Janeiro                          |
| Rua 6, Sem Número                                       |                |                                          | Drama                  |                                                                       |
| Tempo de Resistência                                    |                |                                          | Documentary            |                                                                       |
| Vida de Menina                                          |                |                                          | Drama                  |                                                                       |
| Viva Voz                                                |                |                                          | Romantic Comedy        | 1 Win at the New York International Independent Film & Video Festival |
| Xuxa Abracadabra                                        |                | Xuxa                                     |                        |                                                                       |
| Zagati                                                  |                |                                          |                        |                                                                       |